# Última Hora (Perú)
Última Hora fue un diario peruano, hoy extinto, publicado entre 1950 y 1984, y de nuevo entre 1989 y 1992. Fue el primer diario de corte familiar, hoy relevante en la prensa peruana, en recurrir el lenguaje coloquial en sus noticias.

## Historia
Pedro Beltrán, editor de La Prensa, introdujo al Perú el estilo objetivo en la prensa escrita, y las técnicas de la pirámide invertida popularizadas por la Associated Press en los Estados Unidos, y que ya fueron adoptadas en otros países latinoamericanos, como en México, Argentina, y Brasil. Al asumir Beltrán nuevamente el control de La Prensa tras el asesinato del director Francisco Graña en 1947 decidió desarmar el viejo modelo impuesto en la prensa peruana durante décadas y optó por las características avanzadas del New York Times y el Herald Tribune. Había conseguido los manuales de estilo norteamericano y envió el personal a Nueva York, a Carlos Rojas Moreno entre otros, para su entrenamiento. Impuso además una severa disciplina laboral, algo nunca visto en el periodismo peruano sin horarios fijos.
El acelerado crecimiento de la ciudad de Lima, debido a las migraciones de la sierra, era espectacular durante los años de la Segunda Guerra Mundial y el boom de los precios de las materias primas. En 1947, el Boletín de Estadística Peruana correspondiente al tercer trimestre, estimaba la población de Lima en 835.468 habitantes. En menos de diez años, la población de Lima aumentaba debido a la migración del interior, en su mayoría agrícolas o campesinos.
El título propuesto por el nuevo diario fue sin duda tomado del periodismo chileno, pues un vespertino había sido fundado en octubre de 1943 por Carlos Becerra, llamado Las Noticias de Última Hora, de tamaño tabloide con titulares grandes, de intención popular.
El 13 de enero de 1950, pasadas las cinco de la tarde, los canillitas vocearon por primera vez Última Hora al precio de 40 centavos. Su primera edición era de apenas 16 páginas. Sin embargo, tres meses después de su lanzamiento, el diario no pudo pasar de una circulación de 4.000 copias por día, por lo que no era rentable en un principio. Hasta que finalmente, Raúl Villarán y Ruiz Caro, se hicieron cargo del diario. La edición del 9 de diciembre de 1950, con el titular "Chinos como cancha en el paralelo 38" aludiendo a la creciente presencia de la China comunista en Corea, causó un aumento súbito de su circulación. Última Hora fue el primer diario en usar el lenguaje popular en el Perú. Raúl Villarán, quien asumió la dirección del diario en abril de 1950, deja el cargo en 1952 para ir hacia los Estados Unidos. Pero luego tendría competencia: en 1953, La Crónica lanzó dos ediciones, una llamada La Segunda, que no llegó a prosperar, y La Tercera, que se convirtió en un éxito de ventas debido a su enfoque deportivo y popular.
En 1974, el diario fue expropiado junto con los demás de circulación nacional en el gobierno de Juan Velasco Alvarado. Según el proyecto de expropiación, la gran prensa peruana quedaría en manos de los sectores organizados de la sociedad. Última Hora debía ser administrado por las organizaciones de servicios. Sin embargo el proyecto fracasó puesto que la expropiación de la prensa escrita nunca se completó, quedándose entonces el proceso en una mera confiscación.
En 1980, los diarios fueron devueltos a sus propietarios, incluido Última Hora. Sin embargo, la crisis económica que atravesaba el Perú en ese entonces hizo inviable continuar con la publicación del diario, cuyo último número salió a la venta el 13 de septiembre de 1984, aunque prometieron volver a publicar el diario una semana después. En octubre de 1987, la revista Caretas anunció que Guillermo Thorndike relanzaría el diario un año después, sin embargo, el proyecto no prosperó. El 14 de septiembre de 1989, la Empresa Peruana de Comunicaciones relanzó el diario con las mismas características dejadas hace un lustro. Incluso sacó una guía semanal de televisión, Teve Hora que se publicaba los viernes. Sin embargo, el modelo no funcionó debido a que los gustos populares habían cambiado durante los cinco años transcurridos. Última Hora intento transformarse en un diario serio, pero solo pudo sostenerse por poco tiempo. Cerró definitivamente en 1992, bajo la dirección de Víctor Robles Sosa.